# A bajnokcsapatok Európa-kupája gólkirályai

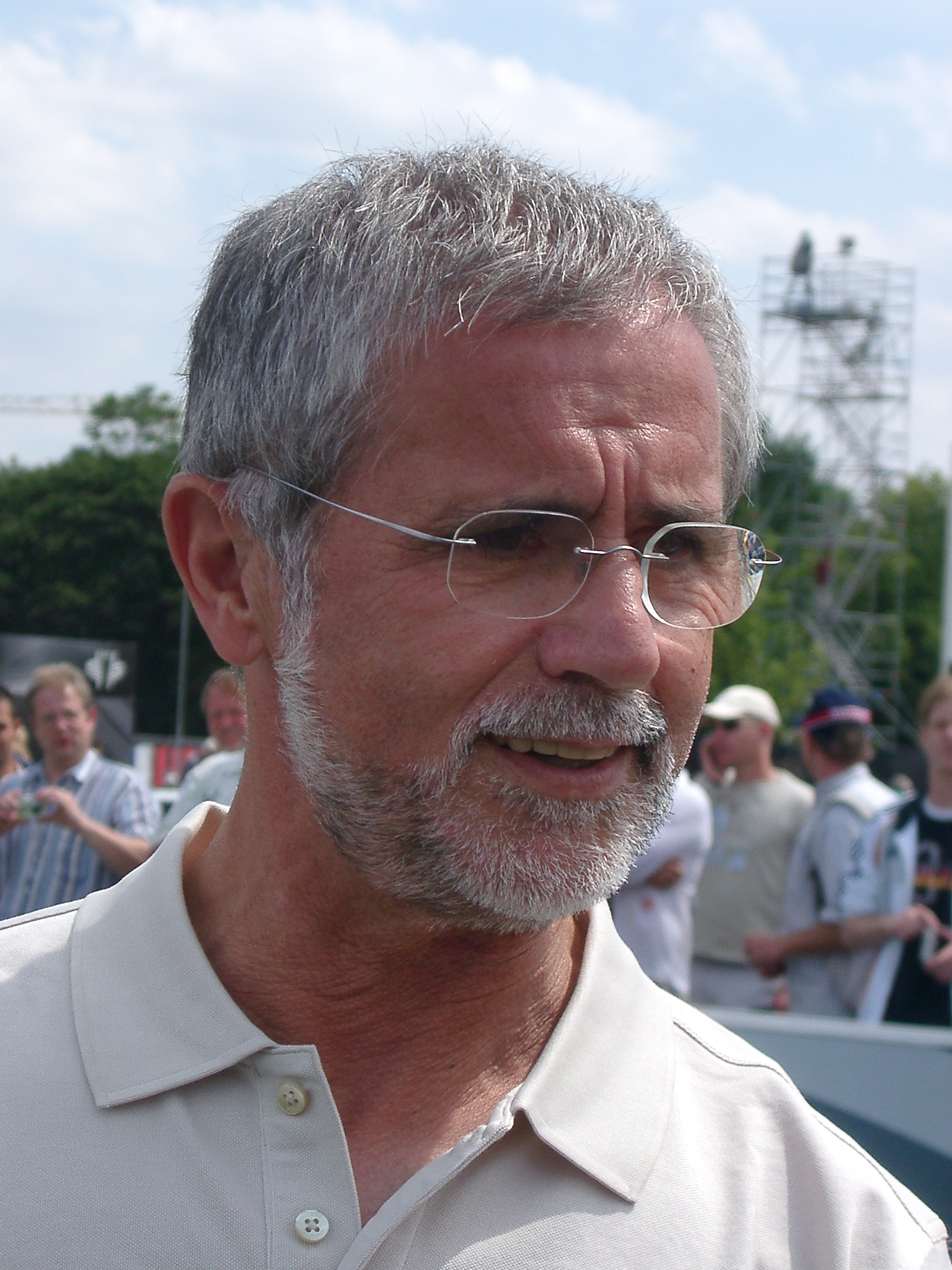
Gerd Müller, négyszeres győztes, aki a legtöbb alkalommal lett gólkirály

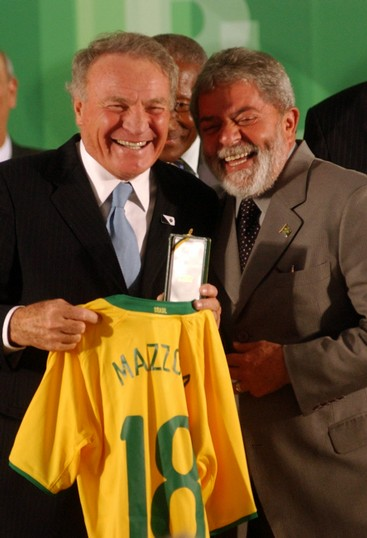
José Altafini, azaz „Mazzola”, aki az 1962–1963-as kiírásban 14 találattal lett gólkirály, ami a BEK történetében az egy idény alatt szerzett legtöbb gól

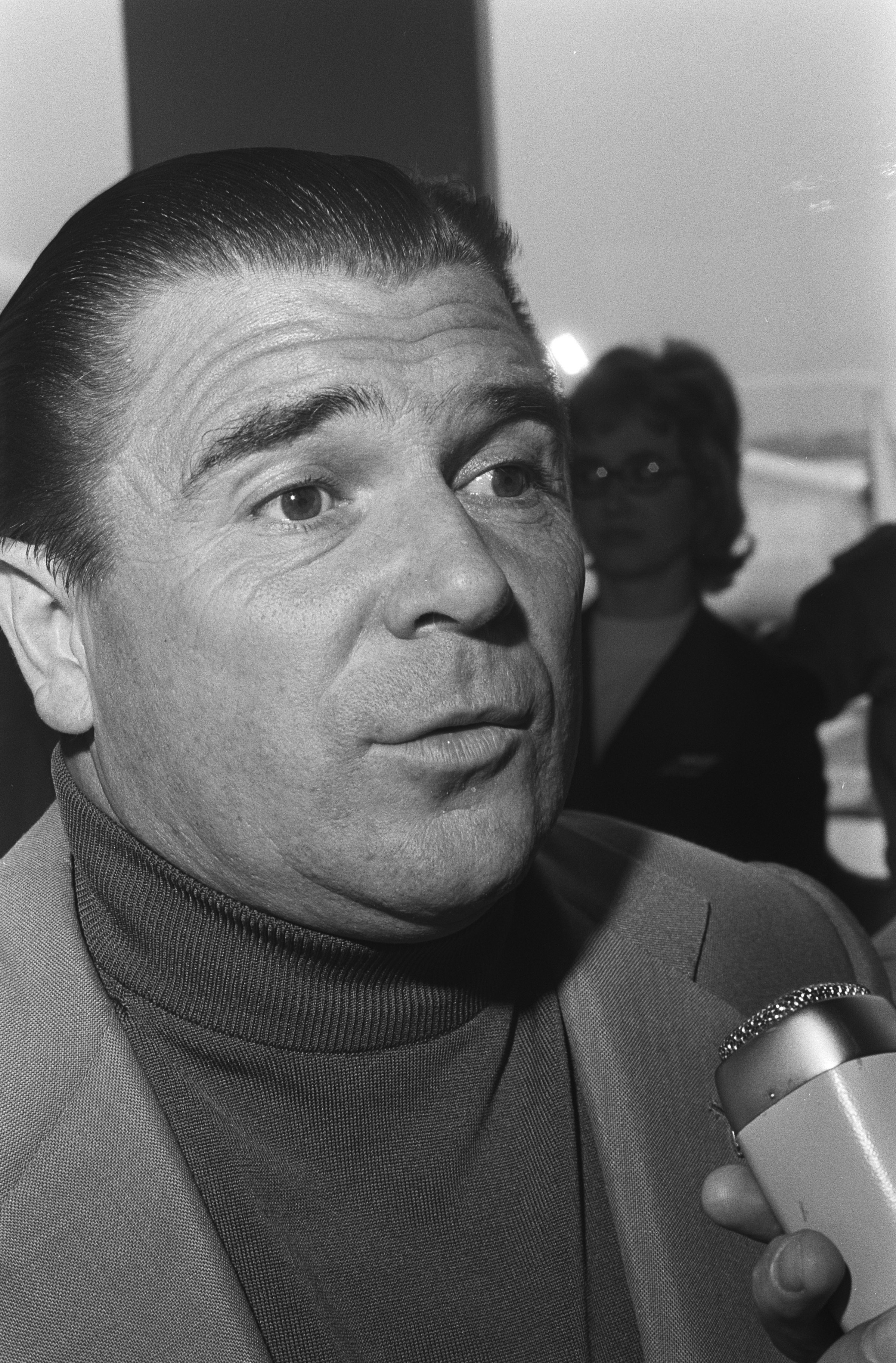
Puskás Ferenc, a Bajnokcsapatok Európa-kupája kétszeres gólkirálya, a BEK és a BL összesített góllövőlistájának 10. helyezettje

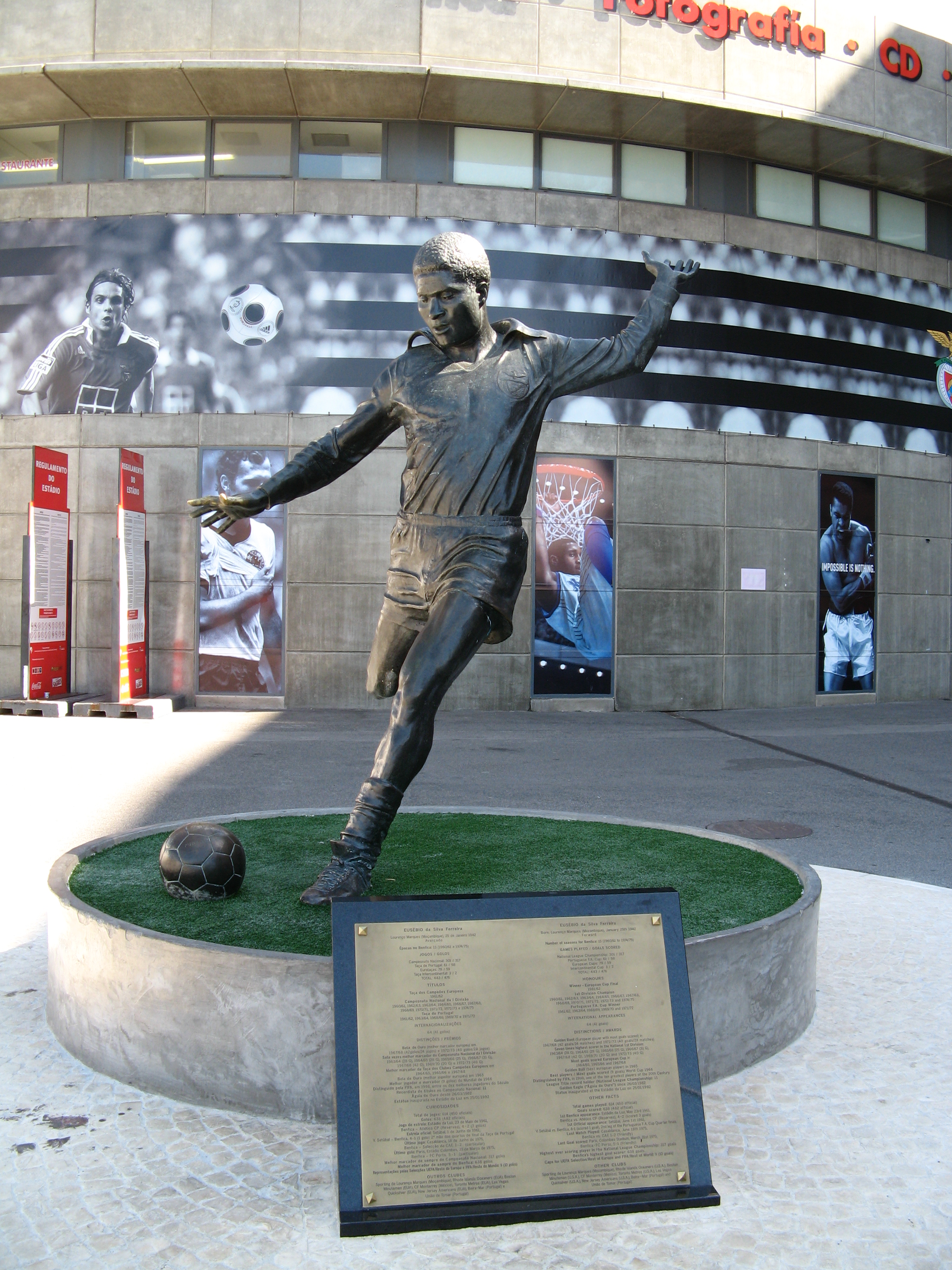
A háromszoros gólkirály Eusébio szobra a Benfica stadionja, az Estádio da Luz előtt

Az alábbi lista a bajnokcsapatok Európa-kupája gólkirályait mutatja be szezonok szerinti bontásban. A lista nem tartalmazza a selejtezőkben szerzett gólokat, csak a főtáblán elért találatokat veszi számításba.
Az első kiírásnak Miloš Milutinović lett a gólkirálya 8 találattal. A legtöbb gólkirályi címet a négyszeres első Gerd Müller (1973, 1974, 1975, 1977) szerezte. Háromszoros győztes Eusébio (1965, 1966, 1968) és Jean-Pierre Papin (1990, 1991, 1992). Kétszeres első Puskás Ferenc és Torbjörn Nilsson.
Eusébio, Gerd Müller, Torbjörn Nilsson és Jean-Pierre Papin azok a labdarúgók, akik meg tudták védeni a címüket. Érdekesség, hogy Eusébionak a címét (amit másodmagával szerzett) társgólkirályként védte meg, Müllernek kétszer is sikerült, akárcsak Papinnak, aki az összes címét társgólkirályként szerezte.
Az 1987–1988-as szezonban hatos holtveseny alakult ki Rui Águas, Rabáh Mádzser, Míchel, Jean-Marc Ferreri, Gheorghe Hagi és Ally McCoist között.
A legtöbb találatot egy idényen belül José Altafini érte el (14 gól), míg 12 gólt sikerült szereznie Puskás Ferencnek és Gerd Müllernek. A legkevesebb góllal az 1987–1988-as idényben lehetett nyerni, 4 alkalommal kellett az ellenfelek kapujába találni.
Puskáson kívül még két magyarnak sikerült gólkirályi címet szereznie, Albert Flórián a Ferencváros, míg Dunai Antal az Újpesti Dózsa színeiben lett első.
További érdekesség, hogy Romário az egyetlen olyan labdarúgó, aki a bajnokcsapatok Európa-kupájában és az UEFA-bajnokok ligájában is gólkirály tudott lenni.

## A bajnokcsapatok Európa-kupája gólkirályai
| Szezon    | Játékos               | Klub                     | Gólok |
| --------- | --------------------- | ------------------------ | ----- |
| 1955–1956 | Miloš Milutinović     | FK Partizan              | 8     |
| 1956–1957 | Dennis Viollet        | Manchester United FC     | 9     |
| 1957–1958 | Alfredo Di Stéfano    | Real Madrid CF           | 10    |
| 1958–1959 | Just Fontaine         | Stade Reims              | 10    |
| 1959–1960 | Puskás Ferenc         | Real Madrid CF           | 12    |
| 1960–1961 | José Águas            | SL Benfica               | 11    |
| 1961–1962 | Heinz Strehl          | 1. FC Nürnberg           | 8     |
| 1962–1963 | José Altafini         | AC Milan                 | 14    |
| 1963–1964 | Vladica Kovačević     | FK Partizan              | 7     |
| 1963–1964 | Sandro Mazzola        | Internazionale           | 7     |
| 1963–1964 | Puskás Ferenc         | Real Madrid CF           | 7     |
| 1964–1965 | José Augusto Torres   | SL Benfica               | 9     |
| 1964–1965 | Eusébio               | SL Benfica               | 9     |
| 1965–1966 | Albert Flórián        | Ferencvárosi TC          | 7     |
| 1965–1966 | Eusébio               | SL Benfica               | 7     |
| 1966–1967 | Paul Van Himst        | RSC Anderlecht           | 6     |
| 1966–1967 | Jürgen Piepenburg     | Vorwärts Frankfurt       | 6     |
| 1967–1968 | Eusébio               | SL Benfica               | 6     |
| 1968–1969 | Denis Law             | Manchester United FC     | 9     |
| 1969–1970 | Ove Kindvall          | Feyenoord                | 7     |
| 1969–1970 | Mick Jones            | Leeds United FC          | 7     |
| 1970–1971 | Andónisz Andoniádisz  | Panathinaikósz           | 10    |
| 1971–1972 | Silvester Takač       | Standard Liège           | 5     |
| 1971–1972 | Lou Macari            | Celtic FC                | 5     |
| 1971–1972 | Johan Cruijff         | AFC Ajax                 | 5     |
| 1971–1972 | Dunai Antal           | Újpesti Dózsa            | 5     |
| 1972–1973 | Gerd Müller           | FC Bayern München        | 12    |
| 1973–1974 | Gerd Müller           | FC Bayern München        | 8     |
| 1974–1975 | Gerd Müller           | FC Bayern München        | 5     |
| 1974–1975 | Eduard Markarov       | FC Ararat Jereván        | 5     |
| 1975–1976 | Jupp Heynckes         | Borussia Mönchengladbach | 6     |
| 1976–1977 | Gerd Müller           | FC Bayern München        | 5     |
| 1976–1977 | Franco Cucinotta      | FC Zürich                | 5     |
| 1977–1978 | Allan Simonsen        | Borussia Mönchengladbach | 5     |
| 1978–1979 | Claudio Sulser        | Grasshopper Club Zürich  | 11    |
| 1979–1980 | Søren Lerby           | AFC Ajax                 | 10    |
| 1980–1981 | Terry McDermott       | Liverpool FC             | 6     |
| 1980–1981 | Karl-Heinz Rummenigge | FC Bayern München        | 6     |
| 1980–1981 | Graeme Souness        | Liverpool FC             | 6     |
| 1981–1982 | Dieter Hoeneß         | FC Bayern München        | 7     |
| 1982–1983 | Paolo Rossi           | Juventus FC              | 6     |
| 1983–1984 | Viktar Szokal         | FK Dinama Minszk         | 6     |
| 1984–1985 | Torbjörn Nilsson      | IFK Göteborg             | 7     |
| 1984–1985 | Michel Platini        | Juventus FC              | 7     |
| 1985–1986 | Torbjörn Nilsson      | IFK Göteborg             | 6     |
| 1986–1987 | Borislav Cvetković    | FK Crvena zvezda         | 7     |
| 1987–1988 | Rui Águas             | SL Benfica               | 4     |
| 1987–1988 | Rabáh Mádzser         | Valencia CF              | 4     |
| 1987–1988 | Míchel                | Real Madrid CF           | 4     |
| 1987–1988 | Jean-Marc Ferreri     | FC Girondins de Bordeaux | 4     |
| 1987–1988 | Gheorghe Hagi         | FC Steaua București      | 4     |
| 1987–1988 | Ally McCoist          | Rangers FC               | 4     |
| 1988–1989 | Marco van Basten      | AC Milan                 | 9     |
| 1989–1990 | Romário               | PSV Eindhoven            | 7     |
| 1989–1990 | Jean-Pierre Papin     | Olympique de Marseille   | 7     |
| 1990–1991 | Peter Pacult          | FC Tirol Innsbruck       | 6     |
| 1990–1991 | Jean-Pierre Papin     | Olympique de Marseille   | 6     |
| 1991–1992 | Szergej Juran         | SL Benfica               | 7     |
| 1991–1992 | Jean-Pierre Papin     | Olympique de Marseille   | 7     |

## Lásd még
- Az UEFA-bajnokok ligája gólkirályai
- UEFA-bajnokok ligája
- Bajnokcsapatok Európa-kupája
- Az UEFA klublabdarúgásdíjai
- UEFA – Év labdarúgója
- Világbajnoki aranycipő
- Európai aranycipő

## Külső hivatkozások
- A bajnokcsapatok Európa-kupája gólkirályai a worldfootball.net-en (angolul)